# Provincia de Møre og Romsdal
Møre og Romsdal ([ˈmø̂ːrə ɔ ˈrʊ̀msdɑːl]ⓘ) es una provincia (fylke) de Noruega, con 15 105 km² de área y 263 719 habitantes según el censo de 2015. Tiene fronteras con las provincias de Sør-Trøndelag, Oppland y Sogn og Fjordane. Su capital es Molde.

## Localidades
- Ålesund
- Åndalsnes
- Årset
- Aukra
- Aure
- Austnes
- Batnfjordsøra
- Brandal
- Brattvåg
- Bremsnes
- Brønnsletten
- Bud
- Dragsund
- Eide
- Eidsvåg
- Elnesvågen
- Farstad
- Fiksdal
- Fiskåbygd
- Fosnavåg
- Giske
- Gjerde
- Glærem
- Grøa
- Hareid
- Haugsbygda
- Hellesylt
- Hjelset
- Hjørungavåg
- Hoelsand
- Hoffland
- Hollingen
- Hovdenakken
- Ikornnes
- Innfjorden
- Isfjorden
- Kårvåg
- Kleive
- Kristiansund
- Kvalsund
- Larsnes
- Leikong
- Leinstrand
- Leitebakk
- Malme
- Midsund
- Molde
- Moltustranda
- Mork
- Myklebost
- Nesjestranda
- Nordstrand
- Ørsta
- Rausand
- Remøy
- Rensvik
- Rindal
- Roald
- Sjøholt
- Skei-Surnadalsøra
- Skodje
- Solsletta
- Søvik
- Steinshamn
- Storbakken
- Stordal
- Stranda
- Straumgjerde
- Sundgot
- Sunndalsøra
- Sveggen
- Sykkylven
- Sylte
- Tingvollvågen
- Tjørvåg
- Tomra
- Torhaug
- Tornes
- Torvikbukt
- Ulsteinsvik
- Valle
- Vatne
- Vestnes
- Volda
- Voll

## Municipios
| 1. Ålesund 2. Aukra 3. Aure 4. Averøy 5. Eide 6. Fræna 7. Frei 8. Giske 9. Gjemnes 10. Halsa 11. Haram 12. Hareid 13. Herøy 14. Kristiansund 15. Midsund 16. Molde 17. Nesset 18. Norddal 19. Ørskog | 1. Ørsta 2. Rauma 3. Rindal 4. Sande 5. Sandøy 6. Skodje 7. Smøla 8. Stordal 9. Stranda 10. Sula 11. Sunndal 12. Surnadal 13. Sykkylven 14. Tingvoll 15. Tustna 16. Ulstein 17. Vanylven 18. Vestnes 19. Volda |